# Östtyskland i olympiska vinterspelen 1972
Östtyskland deltog med 42 deltagare vid de olympiska vinterspelen 1972 i Sapporo. Totalt vann de fyra guldmedaljer, tre silvermedaljer och sju bronsmedaljer.

## Medaljer

### Guld
- Wolfgang Scheidel - Rodel
- Anna-Maria Müller - Rodel
- Horst Hörnlein och Reinhard Bredow - Rodel
- Ulrich Wehling - Nordisk kombination

### Silver
- Harald Ehrig - Rodel
- Ute Rührold - Rodel
- Hans-Jörg Knauthe - Skidskytte

### Brons
- Wolfram Fiedler - Rodel
- Margit Schumann - Rodel
- Klaus Bonsack och Wolfram Fiedler - Rodel
- Manuela Gross och Uwe Kagelmann - Konståkning
- Hans-Jörg Knauthe, Joachim Meischner, Dieter Speer och Horst Koschka - Skidskytte
- Karl-Heinz Luck - Nordisk kombination
- Rainer Schmidt - Backhoppning